# Bagropsis reinhardti
Bagropsis reinhardti är en fiskart som beskrevs av Lütken, 1874. Bagropsis reinhardti ingår i släktet Bagropsis och familjen Pimelodidae. Inga underarter finns listade.